# Panama
Panama (spansk: Panamá, officielt: Republikken Panama) er et land i Mellemamerika, der grænser til Colombia og Costa Rica.
Panama blev selvstændigt fra Colombia i 1903 og underskrev kort efter en traktat, der tillod USA at bygge Panamakanalen, som landet velsagtens er mest kendt for.
Hovedstaden hedder Panama.
Landet har ca. 4 mio. indbyggere og et areal på 78.200 km².
Det officielle sprog er spansk; 85 % af befolkningen er romersk-katolsk.

## Etymologi
Navnet "Panama" er af indiansk oprindelse og stammer fra et ord, som betyder "overflod af fisk" eller "overflod af sommerfugle".

## Geografi
Panama er beliggende både i Mellemamerika og Sydamerika, med grænse til Atlanterhavet i nord, Stillehavet i syd, Colombia i øst og Costa Rica i vest. Området omfatter den smalleste del af det amerikanske kontinent.

### Klima
Der er tropisk klima i Panama. Det er ringe klimatisk sæsonvariation i Panama, og temperaturen i hovedstaden ligger året i gennem mellem 24 °C og 29 °C.
| Vejr for Panama City (1971–2000), Panama                  | Vejr for Panama City (1971–2000), Panama | Vejr for Panama City (1971–2000), Panama | Vejr for Panama City (1971–2000), Panama | Vejr for Panama City (1971–2000), Panama | Vejr for Panama City (1971–2000), Panama | Vejr for Panama City (1971–2000), Panama | Vejr for Panama City (1971–2000), Panama | Vejr for Panama City (1971–2000), Panama | Vejr for Panama City (1971–2000), Panama | Vejr for Panama City (1971–2000), Panama | Vejr for Panama City (1971–2000), Panama | Vejr for Panama City (1971–2000), Panama | Vejr for Panama City (1971–2000), Panama |
|                                                           | Jan                                      | Feb                                      | Mar                                      | Apr                                      | Maj                                      | Jun                                      | Jul                                      | Aug                                      | Sep                                      | Okt                                      | Nov                                      | Dec                                      | År                                       |
| --------------------------------------------------------- | ---------------------------------------- | ---------------------------------------- | ---------------------------------------- | ---------------------------------------- | ---------------------------------------- | ---------------------------------------- | ---------------------------------------- | ---------------------------------------- | ---------------------------------------- | ---------------------------------------- | ---------------------------------------- | ---------------------------------------- | ---------------------------------------- |
| Gennemsnitlig maks °C                                     | 33,4                                     | 34,2                                     | 34,8                                     | 35,4                                     | 34,5                                     | 33,8                                     | 33,9                                     | 33,9                                     | 32,9                                     | 32,6                                     | 32,9                                     | 33,3                                     | 33,8                                     |
| Gennemsnitlig min °C                                      | 18,5                                     | 18,4                                     | 18,4                                     | 19,5                                     | 21,1                                     | 21,3                                     | 21                                       | 20,9                                     | 21                                       | 20,8                                     | 20,3                                     | 19,2                                     | 20                                       |
| Gennemsnitlig nedbør mm                                   | 29,3                                     | 10,1                                     | 13,1                                     | 64,7                                     | 225,1                                    | 235                                      | 168,5                                    | 219,9                                    | 253,9                                    | 330,7                                    | 252,3                                    | 104,6                                    | 1.907,2                                  |
| Kilde (2016): World Meteorological Organization (engelsk) |                                          |                                          |                                          |                                          |                                          |                                          |                                          |                                          |                                          |                                          |                                          |                                          |                                          |

## Demografi
- Indbyggertal: 4,337,768 (2022)
- Aldersstruktur: 0-14 år: 28.1% 15-64 år: 64.6% 65 år og ældre: 7.3% (2015)
- Befolkningsvækst: 1.53% (2022)
- Fødselsrate: 13.3 fødsler/1.000 indbyggere (2023)
- Dødsrate: 4.8 døde/1.000 indbygger (2023)
- Forventet levealder: Generelt: 77.62 år, for mænd: 74.76 år og for kvinder: 80.66 år.
- Religion: Romersk katolsk: næsten 80%, protestantisk: op til 12%, muslimsk: 4.4%, bahai: 1%, buddhistisk: 1%, jøder: 0.4%.
- Sprog: Spansk (officielt), engelsk: 14%

Kuna-folket er en af minoriteterne.

## Historie
Efter, at landet var blevet erobret af spanierne, blev Panama under navn af Tierra Firma en del af det spanske vicekongedømme Ny Granada. 1821 indlemmedes Panama i den af Bolivar oprettede Republik Colombia. 1855—61 dannede det en selvstændig stat, men blev atter et departement i republikken Colombia. 1903 erklærede departementet Panama sig uafhængigt. Da USA og de øvrige magter så hurtig anerkendte Panama som selvstændig stat, kom dens løsrivelse fra Colombia til at forløbe uden brud på freden. Umiddelbart derpå sluttede Panama med USA en overenskomst angående Panamakanalen, ifølge hvilken USA mod at betale 10 mio. USD til evige tider fik alle højhedsrettigheder over kanalområdet. USA tog da 4. maj 1904 kanalområdet i besiddelse, men gav overenskomsten en udlæggelse, der i den grad stred mod Panamas interesser, at dette land forsøgte en protest mod kanalprojektet. I 1905 var der en tid forhandlinger mellem Panama og Costa Rica om en sammenslutning af landene, men planen mislykkedes. Næste år blev grænsen mellem begge staterne reguleret ifølge overenskomst. I 1910 ratificeredes atter en grænsetraktat, hvor efter USA skulle afgøre grænsens forløb. I 1914 afgav USA sin voldgiftsdom, som imidlertid ikke anerkendtes af Panama. Med Colombia havde Panama bitre grænsestridigheder, men disse bilagdes i 1908 ved mellemkomst fra USA. I 1914 sluttedes en traktat mellem Colombia og USA, hvorved Colombia anerkendte Panamas uafhængighed og modtog 25 mio. USD i erstatning. Traktaten ratificeredes i 1921.
Fra 1969 til 1978 var der militærstyre, jordreform og liberal bankpolitik. Det gjorde landet til et finanscentrum i området. I 1977 sikrede Panama en aftale med USA. Det siger, at Panama skulle have den økonomiske kontrol over Panamakanalen inden år 2000. Der var civilt styre i 1978 og politiske partier blev igen tilladte. I 1979 overtog Panama kanalzonen. Manuel Noriega blev hærchef og landets egentlige leder i 1984. Oppositionen vandt formodentlig valget, men Noriega annullerede det. Det resulterede i, at USA invaderede Panama og indsatte Guillermo Endara som præsident. I 1990 blev Noriega taget til fange og udleveret til USA.

## Politik
Panama er et parlamentarisk demokrati med tre magtinstanser: udøvende, lovgivende og en uafhængig dømmende magt. De udøvende og lovgivende magter vælges ved valg hver for en femårsperiode. Den udøvende magt består af en præsident og to vicepræsidenter, mens den lovgivende magt består af 78 repræsentanter, som danner parlamentet. Præsidenten i Panama har sit officielle kontor i Palacio de las Garzas ("Hejrepaladset").
Den dømmende magt er organiseret under en højesterets med ni medlemmer. Alle panamanere over 18 år er lovpligtige at stemme ved valg, men bliver reelt ikke retsforfulgte, hvis de undlader at stemme.

### Politisk historie
Panamans politik var i en lang periode kendt for at være ganske så korrupt, men i de senere år har samfundet generelt og pressen i Panama gået væk fra dette og slås stadig for forbedringer. Derimod er landets partier ikke lige så populære som de er i Venezuela, Cuba og i Bolivia.

### Politiske partier
Det er i dag 8 politiske partier af betydning i Panama:
- Partido Revolucionario Democratico (Det Revolutionære Demokratipartiet)
- Partido Popular (Folkepartiet)
- Partido Panameñista (Panameñista Partiet)
- Movimiento Liberal Republicano Nacional (MOLIRENA); (Den Nationale Liberale Republikanske Bevægelse)
- Cambio Democratico (Demokratisk Fremskridt)
- Solidaridad (Solidaritetspartiet)
- Liberal Nacional (Det Nationalliberale Parti)
- Partido Liberal (Det liberale Parti).

Partido Revolucionario Democratio og Partido Popular har til sammen 41 av 78 pladser i parlamentet, og sidder dermed med magten.

### Administrativ inddeling
Panama er inddelt i 10 politiske administrative provinser:
- Bocas del Toro
- Chiriquí
- Coclé
- Colón
- Darién
- Herrera
- Los Santos
- Panamá
- Panamá Oeste
- Veraguas

## Næringsliv
På grund af sin geografiske nøgleposisjon er Panamas økonomi servicebaseret, som f.eks bankdrift og turisme. Dette er omkring 80 % af bruttonationalproduktet. Overtagelsen af driften av Panamakanalen i 1999 har været med til at give næring til voksende økonomisk interesse i landet.
BNP væksten for år 2000 var ca. 23% mod 3,0 % i 1999. Men selv om Panama har den højeste BNP pr indbygger i Mellemamerika, lever omtrent 40 % af befolkningen i fattigdom, og arbejdsløsheden ligger på 14 %.
| Økonomiske nøgletal         | Værdi         | % av BNP | År, kilde                            |
| --------------------------- | ------------- | -------- | ------------------------------------ |
| BNP                         | 17,1 mia US$  |          | 2006, Verdensbanken                  |
| BNP (vekst) (Verdensbanken) | 6,38 %        |          | 2005, UNDP Database                  |
| Konsumpriser                | 0,04 %        |          | 2004, UNDP Database                  |
| Arbejdsløshed               | 12,0 %        |          | 2004, UN Statistics (unstats.un.org) |
| Handelsbalance              | 0,10 mrd US$  |          | 2005, UNDP Database                  |
| Betalingsbalance            | -0,78 mrd US$ |          | 2005, UNDP Database                  |
| Udviklingshjælp             | 0,02 mrd US$  |          | 2005, UNDP Database                  |
| BNP per indb                | 4.716 US$     |          | 2005, UNDP Database                  |

### Panamakanalen
Panamakanalen er en stor kanal, som skærer gennem Panamas smalleste del, og gør det muligt for skibe at tage "genvejen" fra Atlanterhavet til Stillehavet og omvendt via Gatunsøen. 5% af verdenshandelen går gennem kanalen. Kanalen åbnede den 15. august 1914.
Panama-kanalen er ca. 81 km lang. Den har to sæt sluser på Stillehavssiden – Miraflores- og Pedro Miguel-sluserne – og én sluse – Gatun-slusen – på Atlanterhavssiden. Hvert slusekammer er 305 m langt, 33,5 m bredt og 26 m dybt. Betegnelsen Panamax bruges for de største skibe, som kan passere kanalen.
Kanalen har to sejlrender, så der kan sejle skibe i begge retninger samtidig. Højdeforskellen fra havet til Gatunsøen er 26 m. Der blev fjernet 14 gange mere masse da Panamakanalen blev bygget end da Suezkanalen blev bygget.
På den atlantiske side har sluserne massive stålporte, som er 21 m høje og vejer 745 ton hver, men de er alligevel så godt balanceret, at de bare kræver en 40 hestekræfters (30 kW) motor for at åbne og lukke. På Stillehavssiden, som kaldes Miraflores, er portene 24 cm højere og er påvirket af meget større tidevandsforskelle.

## Samfund

### Uddannelse
Ca. 21 % af befolkningen over 15 år var i 1970 analfabeter. I byerne var andelen 6 %, i landdistrikterne 38 %. Der er flere analfabeter blandt kvinder end mænd. Det er 9 års skolepligt (alder 6-15). Folkeskolen varer i 6 år, den videregående i 3 + 3 år. Panama har et statsuniversitet med ca. 20.000 studenter og et privat katolsk universitet, Santa Maria la Antigua, med ca. 1000 studenter. Statsuniversitetet blev grundlagt i 1936, det katolske universitet blev grundlagt i 1965.

## Kultur
Panamansk kultur er afledt fra europæisk musik, kunst og traditioner, som spanske kolonister bragte med sig fra Europa. Meget af den lokale kultur stammer fra europæisk kultur, som er blevet opblandet med afrikansk og præcolumbiansk kultur. Et eksempel på dette et tamborito, som er en spansk dans blandet med indianske rytmer, temaer og dansetrin. Denne dans er et symbol på forskellige kulturer, som er smeltet sammen i Panama. Lokalt er det populært at fremhæve festivaler, danse og traditioner, som er blevet overleveret fra generation til generation. Udenfor Ciudad de Panamá (Panama By), arrangeres der regionale festivaler hele året rundt, hvor der lægges vægt på at fremhæve lokale musikere og dansere.
Panamansk kultur afspejler sig i traditionelle produkter som træskæringsarbejder, ceremonielle masker og lerarbejder så vel som i arkitektur og de lokale og regionale festivaler. Mange mindre landsbyer ernærer sig og er afhængige af turismen, ved blandt andet at sælge sådanne produkter.
Et eksempel på unik panamansk kultur stammer fra Kunaindianerne, molas. Mola er et ord, som Kunaindianerne brugte om en bluse. Molas er kunststykker lavet af kvinderne i Kunastammen. Flere lag med stof i forskellige farver er let sammensyede.